# Packard Single Six

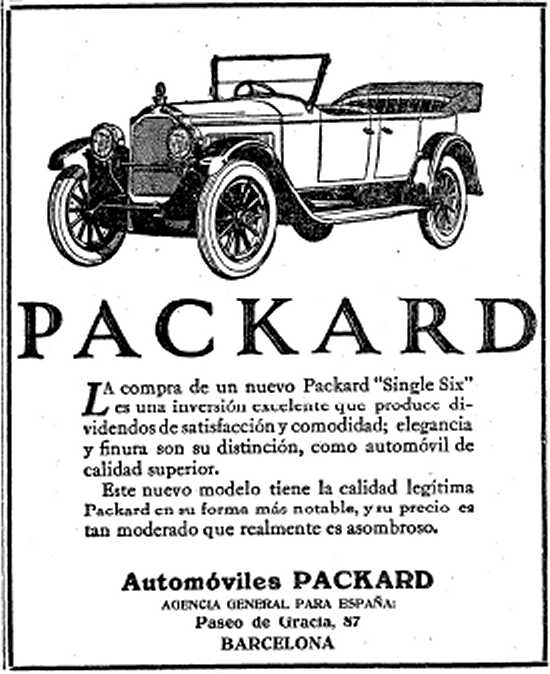
Anzeige für den Packard Single Six Phaeton (1923) des spanischen Generalimporteurs

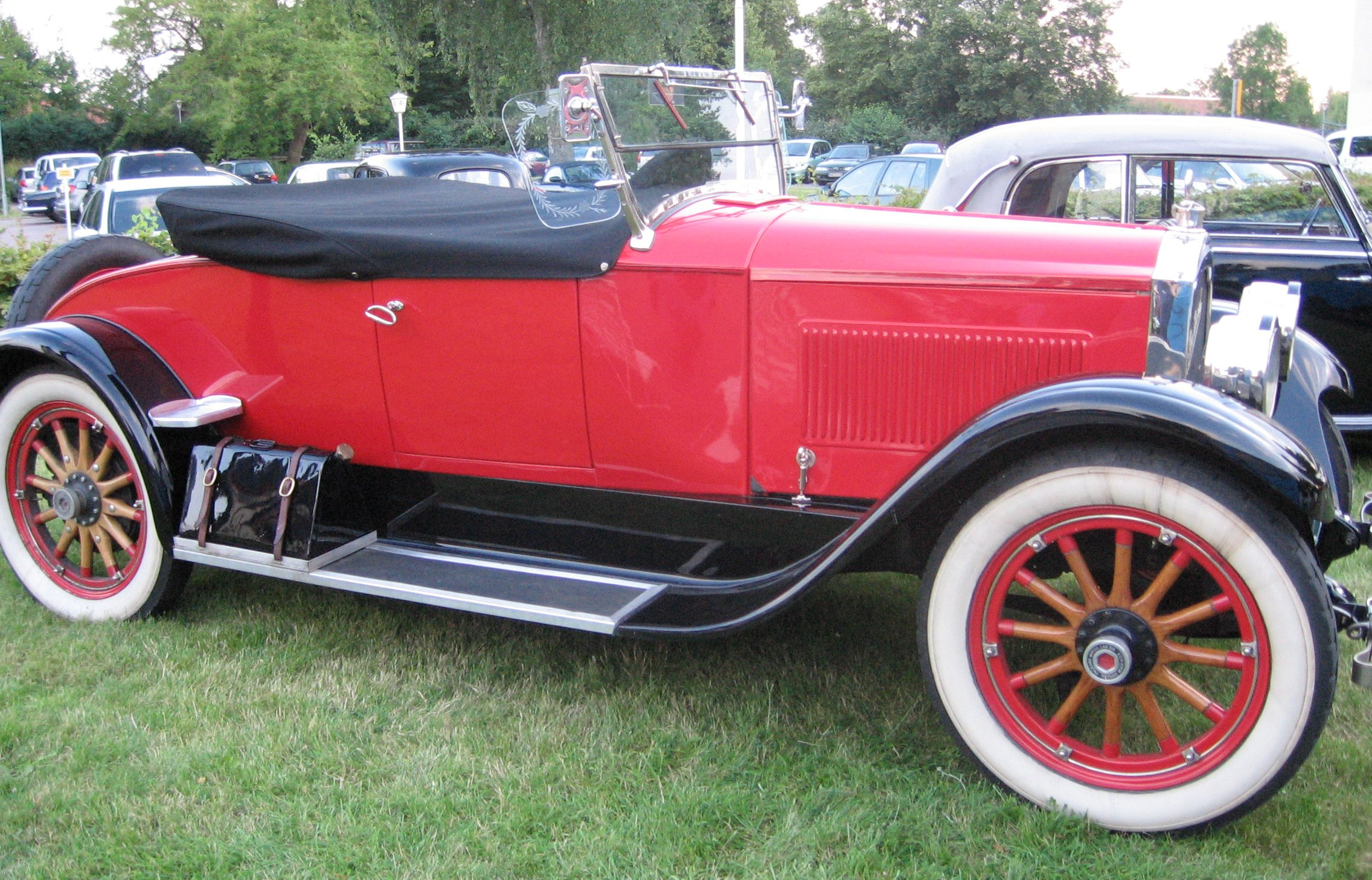
Packard Single Six Runabout (1922)

Der Packard Single Six bezeichnet eine Serie von 6-Zylinder-Automobilen, die die Packard Motor Car Company in Detroit in den Modelljahren 1921 bis 1924 fertigte.
Nachdem Packard die 1913 eingeführten Sechszylindermodelle 1915 zu Gunsten des Modells Twin Six mit Zwölfzylindermotor aufgab, entschied man sich 1921, wieder eine wirtschaftlichere Alternative zu den großen Wagen einzuführen.
Die Wagen hatten einen Reihensechszylindermotor mit seitlich stehenden Ventilen, 3957 cm³ (Bohrung × Hub = 85,7 mm × 114,3 mm) und einer Leistung von 52 bhp (38,2 kW) bei 2400/min. Die Konstruktion des Motors lehnte sich an die von Packard im Ersten Weltkrieg entwickelten Liberty-Flugmotoren an. Über eine Siebenscheiben-Ölbad-Kupplung wurde die Motorkraft an ein manuelles Dreiganggetriebe und von dort an die Hinterräder weitergeleitet. Die mechanischen Bremsen wirkten nur auf die Hinterräder.
Den Single Six gab es nur auf einem Fahrgestell mit 2946 mm Radstand. Darauf konnten ein offener, 5-sitziger Tourer, ein offener, 2-sitziger Runabout, eine 5-sitzige Limousine oder ein 4-sitziges Coupé aufgebaut sein.
1922 wurde das Modell komplett überarbeitet: Der Motor erhielt einen Kolbenhub von 127 mm, womit der Hubraum 4.398 cm³ betrug. Dies sorgte für 54 bhp (39,7 kW) bei 2.700/min. Die Kupplung hatte neun Scheiben, um die größere Motorkraft sicher zu übertragen. Es gab Fahrgestelle mit 3.200 mm oder 3.378 mm Radstand und verschiedenste Aufbauten mit zwei bis sieben Sitzplätzen.
Die Modelle wurden nach ihren Radständen in Zoll bezeichnet, also 1921/1922 als Modell 116 und 1922/1923 als Modelle 126 und 133. Sie bildeten zusammen mit dem Modell Single Eight des Jahres 1924 die 1. Serie, eine Nummerierung, die bis 1953 (26. Serie) fortgesetzt wurde.
1924, ein halbes Jahr nach der Einführung des Single Eight, wurde ein neuer Single Six vorgestellt. Er verband Technik und Maße des 1923er Single Six mit den neuen Errungenschaften des Single Eight: Vierradbremsen und handbetätigte Scheibenwischer. Im Folgejahr wurde das Modell in Packard Six umbenannt. Insgesamt entstanden in vier Jahren 46.585 Single Six. 